# Scandic Hotels

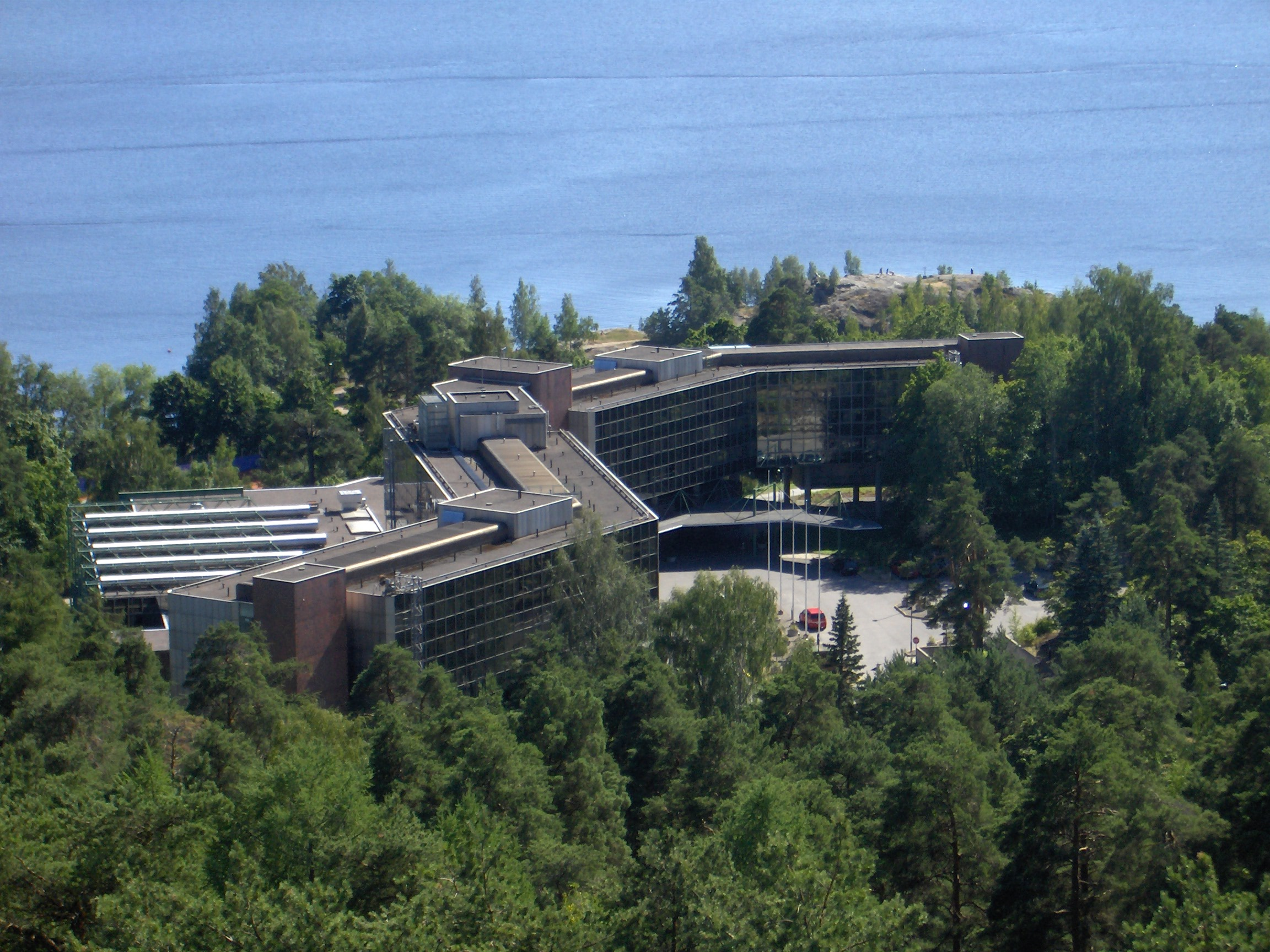
Scandic Hotel in Tampere, Finland

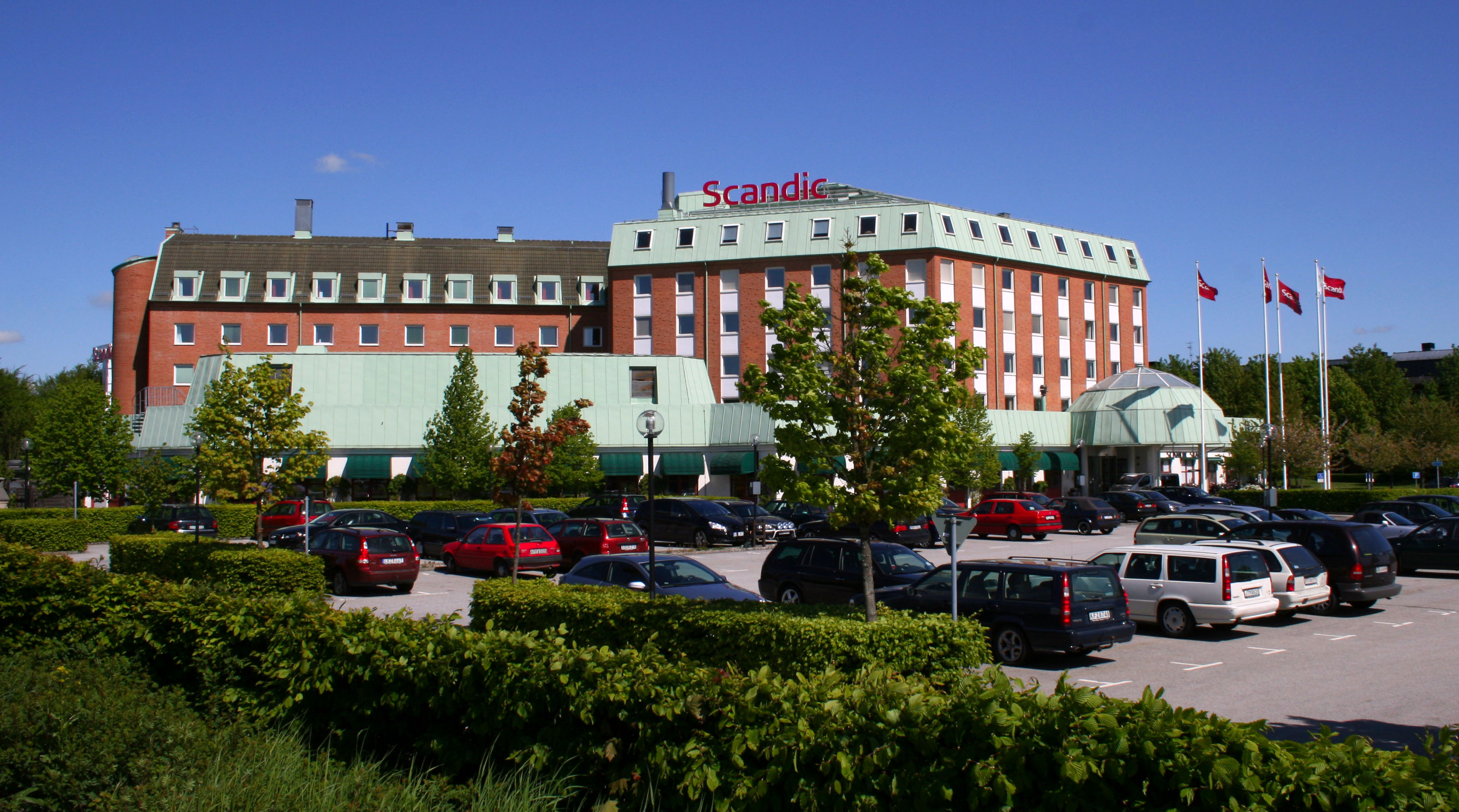
Scandic Hotel in Lund, Sweden

Scandic Hotels is een in Stockholm gevestigde hotelketen en is voornamelijk actief in de Noordse landen. Naast de hotels in Zweden, Noorwegen, Finland en Denemarken heeft de keten ook vestigingen in België, Nederland, Estland, Litouwen, Noord-Duitsland en Polen.

## Geschiedenis
Scandic Hotels is voortgekomen uit de hotelketen Esso Motor Hotel dat haar eerste motel opende in 1963 in Laxå in de provincie Närke, halfweg tussen Stockholm en Göteborg. Hiermee werd ingespeeld op de groei van het wegverkeer, zowel zakelijk als voor vrijtijdsbesteding. Het motel was destijds een nieuw concept in Europa. De keten groeide in de jaren daarna gestaag, zowel in Zweden als in de rest van Europa. In 1972 werden de hotels buiten Scandinavië verkocht, wat resteerde was in 1973 de grootste hotelketen in Scandinavië, met 27 vestigingen in Zweden, 3 in Noorwegen en 2 in Denemarken.

## Ratos
In 1983 verkocht Esso de hotelketen aan een consortium van Zweedse investeerders onder leiding van Ratos, die in 1984 de naam veranderden Scandic Hotels. In 1985 verkreeg Ratos alle aandelen en een jaar later werd het eerste hotel buiten Scandinavië geopend in het Duitse Koblenz.
Het bedrijf werd nadelig beïnvloed door de Golfoorlog van 1990-1991 en de bedrijfsleiding werd in 1992 vervangen. In 1996 werd de keten Reso Hotels gekocht en werd Scandic genoteerd aan de effectenbeurs van Stockholm. In 1998 volgde de aankoop van de Finse hotelketen Arctic, waarmee Scandic in alle Noordse landen vertegenwoordigd was. In 1999 volgde de uitbreiding in Estland.

## Nieuwe eigenaren
In 2001 kocht de in Londen gevestigde Hilton Group de aandelen van Scandic, die ze in 2007 voor EUR 833 mln. doorverkocht aan de Zweedse beleggingsmaatschappij EQT